# Droséra blanc
Drosera alba
Espèce
Classification phylogénétique
Le Droséra blanc (Drosera alba) est une espèce de plantes à fleurs de la famille des Droseraceae.

## Description générale
Les feuilles sont courtes (1 à 2 cm) et ne présentent pas de pétiole.

## Répartition
Drosera alba est endémique d'Afrique du Sud.

## Habitats et répartition
Afrique du Sud.